# اومبتوو
اومبتوو (انگلیسی: Umbetovo) یک شهرک در شهرستان زیانچورینسکی استان باشقیرستان کشور روسیه است.